# Ala-Outojärvi
Ala-Outojärvi eller Outojärvi är en sjö i Finland. Den ligger i kommunen Posio i landskapet Lappland, i den norra delen av landet, 700 km norr om huvudstaden Helsingfors. Outojärvi ligger 225,4 meter över havet. Arean är 42,9 hektar och strandlinjen är 4,02 kilometer lång. Sjön  ingår i Kemi älvs huvudavrinningsområde. 